# Мінневокан (Північна Дакота)
Мінневокан (англ. Minnewaukan) — місто (англ. city) в США, в окрузі Бенсон штату Північна Дакота. Населення — 199 осіб (2020).

## Географія
Мінневокан розташований за координатами 48°4′13″ пн. ш. 99°15′1″ зх. д. / 48.07028° пн. ш. 99.25028° зх. д. (48.070223, -99.250349).  За даними Бюро перепису населення США в 2010 році місто мало площу 0,71 км², уся площа — суходіл. В 2017 році площа становила 1,25 км², уся площа — суходіл.

## Демографія
Згідно з переписом 2010 року, у місті мешкали 224 особи в 116 домогосподарствах у складі 64 родин. Густота населення становила 317 осіб/км².  Було 178 помешкань (252/км²).
Расовий склад населення:
| - 84,8 % — білих - 11,2 % — корінних американців |

До двох чи більше рас належало 3,1 %. Частка іспаномовних становила 1,3 % від усіх жителів.
За віковим діапазоном населення розподілялося таким чином: 12,1 % — особи молодші 18 років, 68,3 % — особи у віці 18—64 років, 19,6 % — особи у віці 65 років та старші. Медіана віку мешканця становила 50,7 року. На 100 осіб жіночої статі у місті припадало 101,8 чоловіків;  на 100 жінок у віці від 18 років та старших — 95,0 чоловіків також старших 18 років.
Середній дохід на одне домашнє господарство  становив 54 887 доларів США (медіана — 42 273), а середній дохід на одну сім'ю — 70 668 доларів (медіана — 54 286). Медіана доходів становила 42 292 долари для чоловіків та 36 667 доларів для жінок. За межею бідності перебувало 16,4 % осіб, у тому числі 19,0 % дітей у віці до 18 років та 32,3 % осіб у віці 65 років та старших.
Цивільне працевлаштоване населення становило 112 осіб. Основні галузі зайнятості: освіта, охорона здоров'я та соціальна допомога — 58,0 %, роздрібна торгівля — 10,7 %, будівництво — 8,0 %, публічна адміністрація — 7,1 %.